# アエミリウス橋
アエミリウス橋（ラテン語: Pons Aemilius）、エミーリオ橋（イタリア語: Ponte Emilio）は古代ローマ時代にテヴェレ川に架けられた橋。古代ローマで架けられた石橋の中で最も古いもので、紀元前2世紀に木造の橋を撤去して架橋された。商業の中心であったフォルム・ボアリウムと、テヴェレ側対岸のトランス・テヴェレム（トラステヴェレ）を結んでいた。かつては7径間あったが、現在は川の中ほどのアーチ橋の1径間が残存するのみで、“壊れた橋”を意味するポンテ・ロット（イタリア語: Ponte Rotto）と呼ばれている。中世には橋の上にあった聖母マリアのための小さな礼拝堂にちなんで、サンタ・マリア橋とも呼ばれていた。

## 歴史

### 起源
伝承ではこの橋の前身は王政ローマ時代、アンクス・マルキウスの架けた木造橋にさかのぼるという。ホラティウス・コクレスがローマ包囲戦 (紀元前508年)で、エトルリア軍を橋上でひきつけローマ軍の撤退を助け、最後には橋を落としてエトルリア軍の進撃を止めた橋である。この橋はスブリキウス橋といったが、スブリキウス（イタリア語で言えばスブリーチョ）とは木材という意味である。このようにいざというとき簡単に落とせるよう、石造の技術があったにもかかわらずあえて木造としたのであろう。なお、現在下流にあるスブリーチョ橋は別物である。帝政ローマ初期の歴史家ティトゥス・リウィウスは、紀元前192年にティベリス川が氾濫し、フルメンタナ門付近の2つの橋が破壊されたことを記している。

### ローマ時代
最初の石橋を架ける工事は、紀元前179年に監察官のマルクス・アエミリウス・レピドゥスとマルクス・フルウィウス・ノビリオルにより始められたが、橋脚ができたところで未完のまま終わった。そして、この建設途中の構造物を利用する形で紀元前142年の監察官、スキピオ・アエミリアヌスとルキウス・ムンミウスが橋を完成させた。その後、数百年に渡り橋は使われ続けた。西暦紀元前後にはアウグストゥス帝、ティベリウス帝が補修し、紀元後はアントニヌス・ピウスが大理石製とした。また280年にはプロブス帝が補修を行ったことがわかっている。

### 後世
12世紀、教皇権力に対抗してかつてのローマの共和政精神が復活すると元老院が置かれ、その主導で橋の補修あるいは再建が行われた。これにちなんで元老院橋（セナトーリオ橋）と呼ばれるようになった。その後もしばしば洪水で損傷したが、1598年12月25日の洪水でついに橋は渡れない状態になってしまった。代替の橋が架けられるには1800年後半のパラティーノ橋完成まで待つ必要があった。パラティーノ橋建設前の時点ではアエミリウス橋のアーチは3つ残存していたが、スペースを確保するため1887年にアーチをひとつ残して他は撤去されたのである。その後もアエミリウス橋はひとつだけ残ったアーチを強いて撤去されることもなく、そのままの姿を見せている。